# Beaulieu-sur-Layon
Beaulieu-sur-Layon is een gemeente in het Franse departement Maine-et-Loire (regio Pays de la Loire). De plaats maakt deel uit van het arrondissement Angers. Beaulieu-sur-Layon telde op 1 januari 2022 1.346 inwoners.

## Geografie
De gemeente maakte deel uit van het kanton Thouarcé tot het op 15 maart 2015 werd opgenomen in het op die dag gevormde kanton Chemillé-Melay, dat op 5 maart 2021 werd hernoemd naar kanton Chemillé-en-Anjou.
De oppervlakte van Beaulieu-sur-Layon bedroeg op 1 januari 2022 12,78 vierkante kilometer; de bevolkingsdichtheid was toen 105,3 inwoners per km².

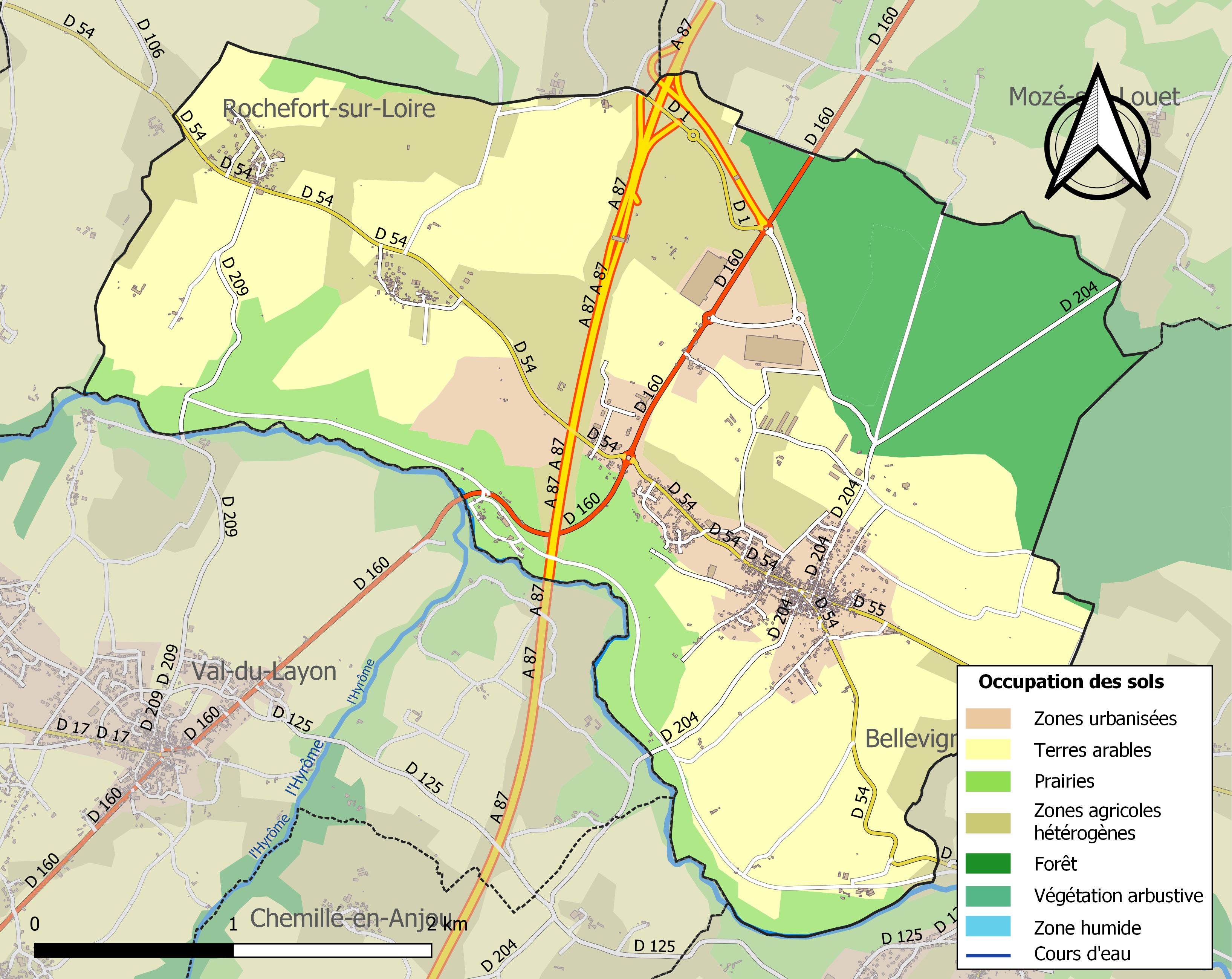
Kaart van de gemeente met de belangrijkste infrastructuur, bodemgebruik en omliggende gemeenten

## Demografie
Onderstaande figuur toont het verloop van het inwonertal (bron: INSEE-tellingen).